# Protomelas triaenodon
Protomelas triaenodon es una especie de peces de la familia Cichlidae en el orden de los Perciformes.

## Morfología
Los machos pueden llegar alcanzar los 15,4 cm de longitud total.

## Distribución geográfica
Se encuentra en el África Oriental: es una especie  endémica del sur del lago Malawi.